# هان سوهی
این یک نام کره‌ای است؛ نام خانوادگی لی است.  بر روی صحنه یا به صورت مستعار با  نام خانوادگی هان شناخته‌ می‌شود.
هان سوهی (کره‌ای: 한소희؛ زادهٔ لی سوهی در ۱۸ نوامبر ۱۹۹۴) بازیگر و مدل اهل کره جنوبی است. از مجموعه‌های تلویزیونی که وی در آن نقش داشته می‌توان به شاهزاده صد روزه من (۲۰۱۸)، ابیس (۲۰۱۹)، دنیای متأهلی (۲۰۲۰)، با وجود اینکه می‌دانم (۲۰۲۱)، نام من (۲۰۲۱) و موسیقی متن شماره ۱ (۲۰۲۲) اشاره کرد.

## اوایل زندگی
هان با نام لی سو-هی (کره‌ای: 이소희) در ۱۸ نوامبر ۱۹۹۴ در اولسان، کره جنوبی متولد شد. او در دبیرستان دخترانهٔ اولسان و نیز هنرستان اولسان تحصیل کرده‌است.

## فیلم‌شناسی

### مجموعه تلویزیونی
| سال  | عنوان                | نقش                      | یادداشت | منابع |
| ---- | -------------------- | ------------------------ | ------- | ----- |
| ۲۰۱۷ | دنیاهای موازی        | لی سئو-وون               |         |       |
| ۲۰۱۷ | گل پول               | یون سئو-وون              |         |       |
| ۲۰۱۸ | شاهزاده صد روزه من   | کیم سو-هه                |         | [ ۵ ] |
| ۲۰۱۸ | بعد از باران         | سوجین                    |         |       |
| ۲۰۱۹ | ابیس                 | جانگ هی-جین / اوه سو-جین |         | [ ۶ ] |
| ۲۰۲۰ | دنیای متأهلی         | یئو دا کیونگ             |         | [ ۷ ] |
| ۲۰۲۱ | با وجود اینکه می‌دانم | یو نابی                  |         | [ ۸ ] |

### مجموعه اینترنتی
| سال  | عنوان              | نقش                    | منابع         |
| ---- | ------------------ | ---------------------- | ------------- |
| ۲۰۲۱ | نام من             | یون جی-وو / اوه هه-جین | [ ۹ ] [ ۱۰ ]  |
| ۲۰۲۲ | موسیقی متن شماره ۱ | لی اون-سو              | [ ۱۱ ] [ ۱۲ ] |
| ۲۰۲۳ | موجود گیونگ‌سونگ    | یون چه اوک             | [ ۱۳ ]        |